# Klapavka americká
Klapavka americká (Kinosternon subrubrum) obývá východní a jihovýchodní část USA. Známe ještě 14 druhů tohoto rodu, způsobem
života se nijak neliší.

## Popis
Klapavka americká je kolem 16 cm dlouhá, krunýř má 13 cm. Břišní pancíř střední je už užší než oba vedlejší. Barva vrchního krunýře je olivově hnědá až černá, břišního žlutavě až oranžově, zatímco švy jsou tmavě hnědé.

## Rozšíření
Klapavka americká se zdržuje v bažinatých vodách. Ráda vylézá na břeh, kde se sluní nebo odpočívá.

## Potrava
Živí se hmyzem, červy, drobnými rybkami, také malými obojživelníky. Když loví kořist, plave jakoby nevšímavě a na oběť se vrhá s nečekanou prudkostí.

## Vejce
Samice klade vejce do zetlelého listí na břehu v blízkosti vody.

## Chov v zajetí
V zajetí je tato želva velmi odolná a přijímá velmi dobře nakrájené kousky ryby nebo masa. Jeden jedinec žil v zajetí 38 roků.